# Alessandro Castiglioni
Alessandro Castiglioni (Gallarate, 1984) è uno storico dell'arte e curatore italiano.

## Biografia
Laureato in Lettere Moderne, in Storia dell'Arte e Archeologia e specializzato in Beni Storico Artistici presso l'Università Cattolica di Milano, lavora per il Museo arte Gallarate (Museo MA*GA), dove svolge il ruolo di Vicedirettore, Conservatore senior e si occupa di progetti di ricerca e attività educative. Dal 2011 al 2022 è stato co-segretario del Premio Nazionale Arti Visive Città di Gallarate.

### Critica e curatela
Presso il Museo arte Gallarate ha curato, assieme a Emma Zanella e Sandrina Bandera, la mostra Kerouac. Beat Painting, dedicata all'attività pittorica e grafica dello scrittore e poeta Jack Kerouac, la cui indagine, documentata nel catalogo della mostra, riceve attenzioni dalle testate online The Independent e Hyperallergic.
Per un progetto di collaborazione tra il Museo arte Gallarate e gli Istituti Culturali di San Marino, nel 2018 coordina con Emma Zanella l'apertura della Galleria nazionale San Marino, con sede presso le Logge dei volontari.
In qualità di ricercatore culturale e curatore, svolge attività di ricerca nell'ambito dell'arte contemporanea: a partire dal 2010 è curatore del centro di ricerca Little Constellation, dedicato alla ricerca artistica contemporanea nei Piccoli Stati come Andorra, Cipro, Islanda, Liechtenstein, Lussemburgo, Malta, Principato di Monaco, Montenegro, San Marino, e nelle micro aree geo-politiche d'Europa tra cui il Canton Ticino, Ceuta, Gibilterra, Kaliningrad.
Nel 2011 cura assieme a Emma Zanella 47ª Edizione del premio Suzzara, intitolata Casamatta; nel 2013 ha fatto parte del team curatoriale di Mediterranea 16 - Errors Allowed, la Biennale d'Arte dei Giovani Artisti organizzata dal network internazionale BJCEM; è stato curatore di Listen to the Sirens | Space for Contemporary Art, il primo spazio di arte contemporanea di Gibilterra; nel 2019 cura assieme a Emma Zanella il progetto espositivo Exercises for a Polluted Mind di Martina Conti per il Padiglione di San Marino alla 58ª Esposizione Internazionale d'Arte di Venezia. Nel 2021 è stato insieme a Simone Frangi Senior Curator di Mediterranea 19 - School of Waters.

### Insegnamento
Nel 2011 è stato coordinatore e docente di Estetica del Biennio Specialistico in Didattica per il Museo nato dalla collaborazione tra il Museo arte Gallarate, l'Accademia di Belle Arti Aldo Galli e l'Istituto Europeo di Design. Dal 2012 insegna History of Art and Design presso l'Istituto Marangoni di Milano.

### Saggistica
Nel 2018 cura, per Postmedia Books, la pubblicazione  Moda, design e sostenibilità, su postmediabooks.it., che raccoglie i saggi tradotti in italiano di  Kate Fletcher, su katefletcher.com.
Nel 2023 pubblica per Postmedia Books il saggio Teorie dei climi. Culture visuali, perlustrazioni geografiche, marginalia.

### Raccolte di poesie
Nel 2008 pubblica la sua prima silloge poetica, Dalle ombre dei lampioni, per l'editore Gruppo Albatros Il Filo.

## Pubblicazioni
- Alessandro Castiglioni, Dalle ombre dei lampioni, Gruppo Albatros Il Filo, 2008
- Rita Canarezza & Pier Paolo Coro, Alessandro Castiglioni, Roberto Daolio, Little Constellation, Mousse Publishing, 2010
- Alessandro Castiglioni, Lorena Giuranna (a cura di), Nella deriva di tutte le incertezze, edito da Centro Artistico Alik Cavaliere,  Sputnik Editions, su sputnikeditions.com (archiviato dall'url originale il 7 agosto 2019). 2010
- Rita Canarezza & Pier Paolo Coro, Alessandro Castiglioni, The Land seen from the Sea, Mousse Publishing, 2012
- Alessandro Castiglioni, Ermanno Cristini, Roaming, sull'intermittenza dell'opera d'arte,  Postmedia Books, su postmediabooks.it. 2013
- Rita Canarezza & Pier Paolo Coro, Alessandro Castiglioni (a cura di), Halldór Björn Runólfsson, Subjective Maps / Disappearances, Mousse Publishing, 2013
- Rita Canarezza & Pier Paolo Coro, Alessandro Castiglioni (a cura di), /TI'TANO/, Mousse Publishing, 2013
- Charlotte Bank, Alessandro Castiglioni, Nadira Laggoune, Delphine Leccas, Slobodne Veze / Loose Associations (Nataša Bodrožić, Ivana Meštrov), Marco Trulli, Claudio Zecchi (a cura di), Errors Allowed,  Quodlibet, su quodlibet.it. 2013
- Alessandro Castiglioni (a cura di), Isolario, Appunti geografici sull'opera di Barbara De Ponti,  Postmedia Books, su postmediabooks.it. 2014
- Alessandro Castiglioni, Emma Zanella (a cura di), Mario Cresci - EX/POST, Orizzonti momentanei, Nomos Edizioni, 2014
- Rita Canarezza & Pier Paolo Coro, Alessandro Castiglioni (a cura di), The voices of the sirens - Contemporary Art in Gibraltar, Mousse Publishing, 2015
- Alessandro Castiglioni, Simone Frangi (a cura di), Let us say this again, opaquely. A Natural Oasis? A Transnational research programme 2016-2017,  Postmedia Books, su postmediabooks.it. 2016
- Sandrina Bandera, Alessandro Castiglioni, Emma Zanella (a cura di), Kerouac. Beat Painting, Skira, 2018
- Alessandro Castiglioni (a cura di), Se la realtà non è solo un fotogramma, Casa Testori, 2019
- Alessandro Castiglioni, Blanca De La Torre, Julie Reiss (a cura di), Hyperobject, Tokyospace, 2019
- Alessandro Castiglioni, Emma Zanella (a cura di), Martina Conti, Exercises for a Polluted Mind,  Postmedia Books, su postmediabooks.it. 2019
- Alessandro Castiglioni, Teorie dei climi. Culture visuali, perlustrazioni geografiche, marginalia, Postmedia Books, 2023